# 반야월역 (한국철도공사)
반야월역(半夜月驛)은 대한민국 대구광역시 동구 각산동에 위치한 대구선의 철도역이었다.
본래 대구선 본선 상의 중간역이었으나 2005년 11월 1일 대구선 이설로 여객영업이 중단되었고, 구 대구선 폐지 과정에서 2008년 5월 15일 동촌역과 함께 폐역되었다.

## 역사
- 1917년 12월 24일 : 영업 개시[1]
- 2005년 11월 1일 : 대구선 이설로 여객영업 중단, (구)대구선으로 편입
- 2006년 9월 19일 : 역사가 등록문화재 제 270호로 지정
- 2008년 2월 15일 : K-2 공군기지 신선 개통과 함께 화물열차 운행 중단
- 2008년 5월 15일 : 폐지[2]
- 2009년 8월 7일 : 역사 해체[3]
- 2010년 9월 2일 : 신서동 대구선 반야월공원 조성으로 역사 이전 및 복원
- 2011년 11월 29일 : 도서관으로 리모델링

## 대구 구 반야월역사

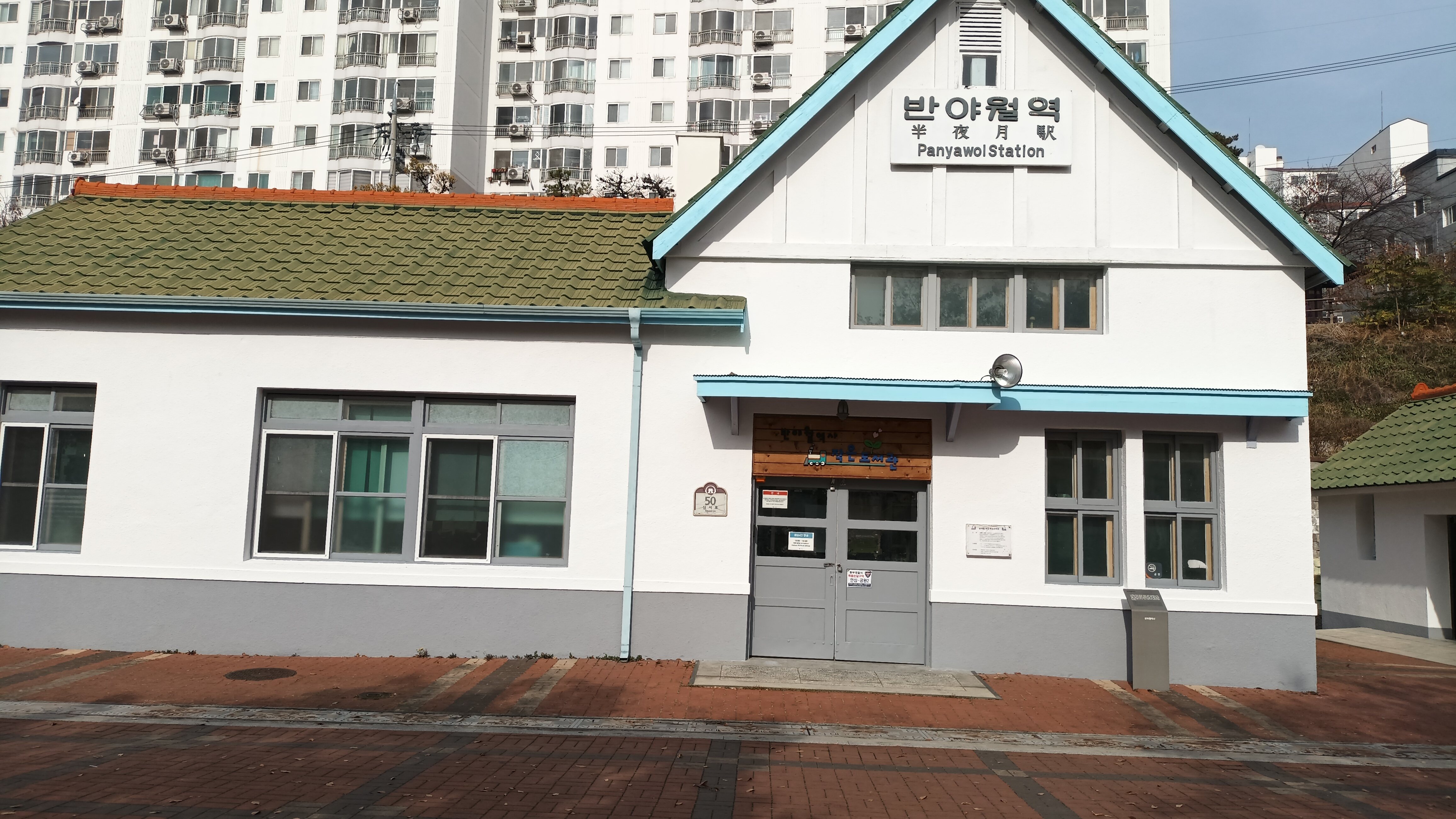
도서관으로 리모델링된 반야월역 (2022.11 촬영)

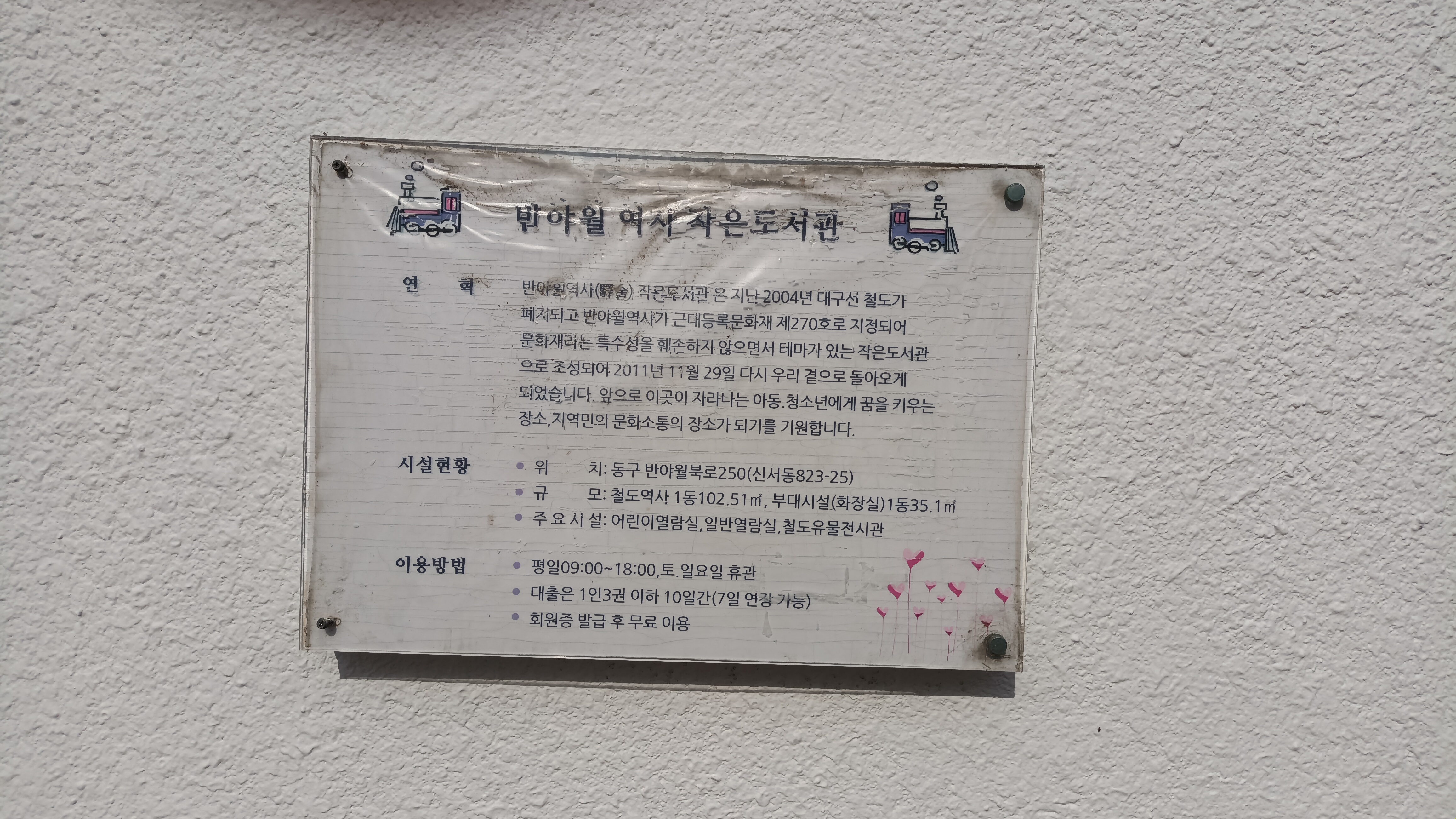

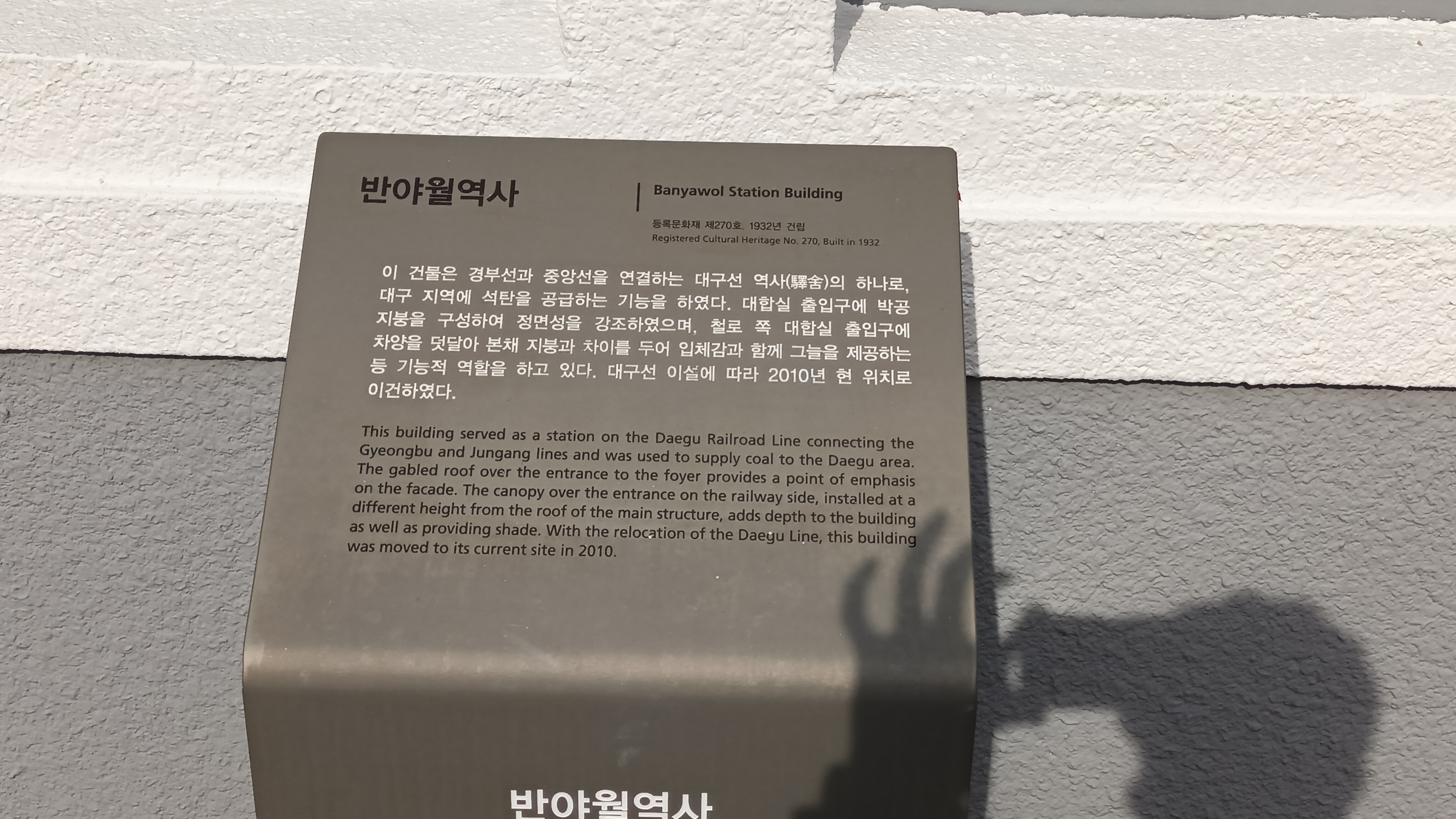

대구 동촌역과 청천역 사이에 위치하는 역사로 1932년에 건립되었다. 장방형 평면에 승객용 대합실과 역무실로 구성되었으며 외관은 대합실 부분에 삼각형의 박공 지붕을 돌출시켜 정면성을 강조하였다. 건립 당시의 원형 또한 잘 보존되어 있는 건물로 철도사적, 건축적 가치가 인정되어 2006년 9월 19일에 등록문화재로 지정되었다.
2009년 8월 7일 아파트 진입로 공사로 인해 이전·복원되었다. 기존 역사는 반야월시장 인근에 소재해 있었고, 현재 이전된 역사는 대구선 반야월공원 (신서동 신서그린빌 인근)으로 옮겨져 복원되었다. 이전 복원된 폐역은 작은 도서관으로 활용하고 있다.